# Guerra bavarese (1420-1422)

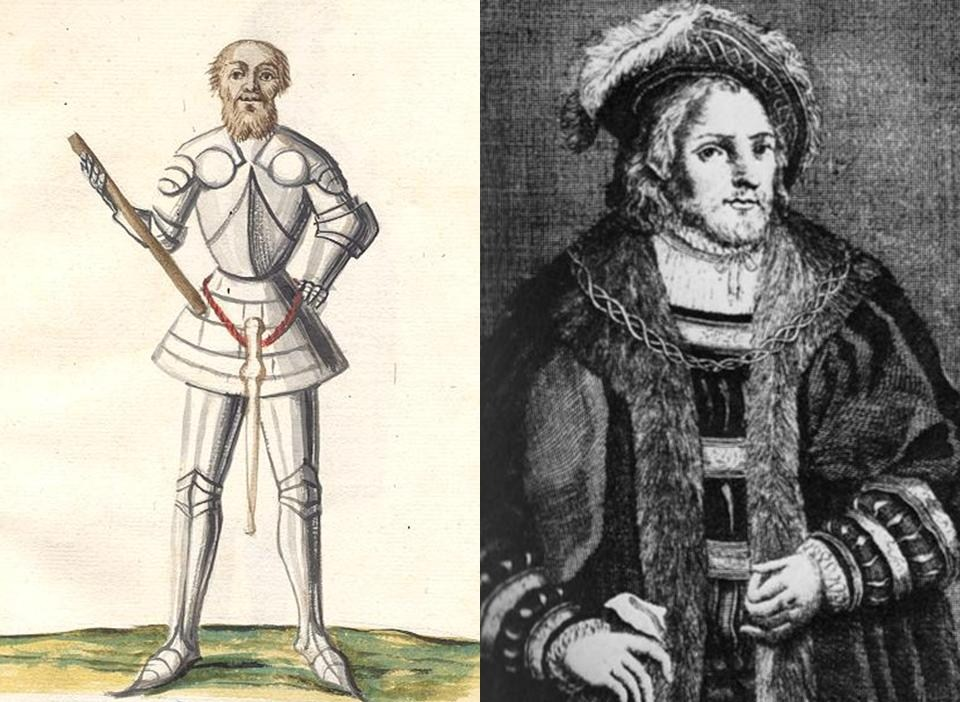
I due contendenti della Grande guerra dei Signori: Ludovico VII, a sinistra, ed Enrico XVI, a destra.

La guerra bavarese del 1420-1422, conosciuta anche come Grande guerra dei Signori (in tedesco: Bayerischer Krieg o Großer Krieg der Herren) fu un conflitto che oppose Ludovico VII il Barbuto, duca di Baviera-Ingolstadt, a suo cugino Enrico XVI il Ricco, duca di Baviera-Landshut.

## Antefatto
Il rancore che divideva questi due rami della casa di Wittelsbach aveva origine lontana, e già aveva reso alquanto difficili i rapporti tra Enrico XVI e suo zio Stefano III, padre di Ludovico VII.
Il 17 aprile 1414, poi, Enrico aveva fondato, assieme ad altri principi nemici del Barbuto, la cosiddetta "Società del Parrocchetto", divenuta, l'8 luglio 1415, "Lega di Costanza", un patto di alleanza e reciproco aiuto militare contro il duca di Baviera-Ingolstadt.
Incontratisi nel 1417 a Costanza, i due cugini vennero presto allo scontro: dopo avere dileggiato Enrico, insinuando che fosse «figlio di un cuoco», e averlo accusato di essere un assassino, Ludovico fu attaccato fisicamente dal cugino e da quindici dei suoi sgherri, rimanendo gravemente ferito. Il duca di Baviera-Landshut, tuttavia, riuscì a evitare qualsiasi provvedimento penale grazie all'intercessione di Federico I di Hohenzollern, duca di Brandeburgo e dei cugini Ernesto e Guglielmo III, duchi di Baviera-Monaco, nonché a seguito del pagamento di 6 000 fiorini all'Imperatore Sigismondo del Lussemburgo.

## La guerra
L'ostilità tra la Lega di Costanza e Ludovico VII continuò a crescere negli anni seguenti, fino a sfociare nella cosiddetta guerra bavarese, iniziata con il saccheggio del castello del burgravio di Norimberga ad opera delle truppe della Baviera-Ingolstadt (1420) e giunta al culmine il 19 settembre 1422 con la battaglia di Alling, nella quale il Barbuto venne duramente sconfitto dall'esercito Ernesto e Guglielmo III di Baviera-Monaco.
Il conflitto causò grandi rovine in tutta la regione: i villaggi di Neidertshofen, presso Gaimersheim, e Dettenheim furono rasi al suolo; parimenti furono distrutti i castelli di Burg Betzenstein, nell'omonima cittadina, e di Burg Guttenberg, a Kraiburg am Inn (Alta Baviera), il maniero del nobiluomo bavarese Kaspar Törring e la sede dei burgravi di Norimberga.

### Epilogo del conflitto
Dopo la battaglia di Alling e la dura sconfitta patita da Ludovico VII, la capitolazione della Baviera-Ingolstadt pareva prossima. Qualsiasi evoluzione del conflitto, tuttavia, fu impedito dall'intervento dell'Imperatore Sigismondo del Lussemburgo, il quale, avendo necessità di concentrare tutte le forze dell'impero per sedare la virulenta rivolta hussita in Boemia, impose alle forze belligeranti un armistizio di quattro anni, stipulato a Ratisbona il 2 ottobre 1422 tramite la mediazione di Giovanni II di Heideck, vescovo di Eichstätt. Le clausole del trattato erano le seguenti:
- il ducato di Baviera-Ingolstadt sarebbe stato governato da un Landeshauptmann ("capitano di Stato") imperiale per tutta la durata dell'armistizio, mentre il duca Ludovico si sarebbe recato in esilio temporaneo presso la corte ungherese;
- il ducato di Baviera-Landshut avrebbe ricevuto la sovranità sulla cittadina di Ebersberg, precedentemente feudo del Barbuto, mentre il duca Enrico si sarebbe recato presso il granduca di Lituania, in supporto ai Cavalieri Teuronici.